# Zapusta (Mazovie)
Pour les articles homonymes, voir Zapusta.
Zapusta (prononciation : [zaˈpusta]) est un village polonais de la gmina de Sienno dans le powiat de Lipsko de la voïvodie de Mazovie dans le centre-est de la Pologne.
Il se situe à environ 10 kilomètres à l'est de Sienno (siège de la gmina), 9 kilomètres au sud de Lipsko (siège du powiat) et à 133 kilomètres  au sud de Varsovie (capitale de la Pologne).
Le village possède approximativement une population de 79 habitants en 2013.

## Histoire
De 1975 à 1998, le village appartenait administrativement à la voïvodie de Radom.